# Eichgrundsiedlung
Eichgrundsiedlung, auch Eichsgrundsiedlung, ist ein Wohnplatz auf der Gemarkung der Wertheimer Ortschaft Reicholzheim im Main-Tauber-Kreis in Baden-Württemberg.

## Geographie
Die Eichgrundsiedlung steht etwa 1,5 Kilometer nordöstlich der Wertheimer Ortschaft Reicholzheim auf der beackerten Hochebene zwischen dem untersten Taubertal und der Urpharer Maintalschlinge auf etwas unter 250 m ü. NHN. Die Gemarkung wird durch den Galgengraben und den diesen am Ort aufnehmenden Steppbachsgraben südwestwärts zur Tauber entwässert, beide haben nur periodisch Durchfluss.

## Geschichte
Der Wohnplatz kam als Teil der ehemals selbständigen Gemeinde Reicholzheim am 1. Januar 1975 zur Stadt Wertheim.

## Kulturdenkmale
Kulturdenkmale in der Nähe des Wohnplatzes sind in der Liste der Kulturdenkmale in Wertheim verzeichnet.

## Verkehr
Der Wohnplatz ist über eine in der Wertheimer Ortschaft Reicholzheim abzweigende Straße zu erreichen. Vor Ort befindet sich die Straße Eichsgrundsiedlung. Daneben ist der Ort auch aus Richtung der Wertheimer Ortschaften Urphar und Höhefeld jeweils über Wirtschaftswege zu erreichen.